# Campionato mondiale maschile under 17 di calcio 1993
Il Campionato mondiale di calcio Under-17 1993, quinda edizione del torneo, si è svolto nelle città di Tokyo, Hiroshima, Kyoto, Kōbe, Nagoya e Gifu in Giappone tra il 21 agosto e il 4 settembre 1993. È stato vinto dalla Nigeria, che ha conquistato il suo secondo titolo battendo in finale il Ghana per 2-1.
Potevano partecipare alla competizione i giocatori nati dopo il 1º agosto 1976. Le partite duravano 80 minuti (due tempi da 40'). Nella fase ad eliminazione diretta in caso di parità erano previsti, prima degli eventuali tiri di rigore, due tempi supplementari da 10 minuti l'uno nei quali, per la prima volta, era in vigore il golden goal. I supplementari non erano invece eventualmente previsti nella finale per il terzo posto.

## Città e stadi
| Città     | Stadio                            |
| --------- | --------------------------------- |
| Gifu      | Gifu Nagaragawa Stadium           |
| Hiroshima | Hiroshima Big Arch                |
| Kōbe      | Kobe Universiade Memorial Stadium |
| Kyoto     | Nishikyogoku Athletic Stadium     |
| Nagoya    | Mizuho Rugby Stadium              |
| Tokyo     | Tokyo National Stadium            |

## Squadre partecipanti
| Confederazione                                        | Torneo di qualificazione                         | Qualificate                   |
| ----------------------------------------------------- | ------------------------------------------------ | ----------------------------- |
| AFC (Asia)                                            | Nazione ospitante                                | Giappone                      |
| AFC (Asia)                                            | Campionato asiatico di calcio Under-17 1992      | Cina Qatar                    |
| CAF (Africa)                                          | Campionato africano di calcio Under-17 1993      | Ghana Nigeria Tunisia         |
| CONCACAF (America Centrale, Settentrionale e Caraibi) | Campionato nordamericano di calcio Under-17 1992 | Canada Messico Stati Uniti    |
| CONMEBOL (Sud America)                                | Campionato sudamericano di calcio Under-17 1993  | Argentina Cile Colombia       |
| OFC (Oceania)                                         | Campionato oceaniano di calcio Under-17 1993     | Australia                     |
| UEFA (Europa)                                         | Campionato europeo di calcio Under-16 1993       | Cecoslovacchia Italia Polonia |

## Fase a gironi

### Gruppo A
| Squadra  | P.ti | G | V | P | S | GF | GS | DR |
| -------- | ---- | - | - | - | - | -- | -- | -- |
| Ghana    | 9    | 3 | 3 | 0 | 0 | 9  | 1  | +8 |
| Giappone | 4    | 3 | 1 | 1 | 1 | 2  | 2  | 0  |
| Messico  | 3    | 3 | 1 | 0 | 2 | 4  | 7  | -3 |
| Italia   | 1    | 3 | 0 | 1 | 2 | 1  | 6  | -5 |

| Arbitro: | Javier Castrilli |

|  |           |           |
|  | Marcatori | 5’ Fameye |

| Arbitro: | John Toro |

|           |           |                              |
| Totti 57’ | Marcatori | 38’ Santa Cruz 69’ E. García |

| Arbitro: | Eric Blareau |

|                                      |           |                |
| Dadzie 38’, 62’ D. Addo 52’ Duah 77’ | Marcatori | 56’ Santa Cruz |

| Kobe 24 agosto 1993, ore 19:00 | Giappone            | 0 – 0 referto | Italia | Kobe Universiade Memorial Stadium (9 000 spett.)\| Arbitro: \| Jean-Fidèle Diramba \| |
| Arbitro:                       | Jean-Fidèle Diramba |               |        |                                                                                       |

| Arbitro: | John Toro |

|                                            |           |  |
| Duah 22’ D. Addo 29’ Fameye 32’ Dadzie 71’ | Marcatori |  |

| Arbitro: | Javier Castrilli |

|                          |           |              |
| Funakoshi 6’ Matsuda 58’ | Marcatori | 7’ E. García |

### Gruppo B
| Squadra   | P.ti | G | V | P | S | GF | GS | DR  |
| --------- | ---- | - | - | - | - | -- | -- | --- |
| Nigeria   | 9    | 3 | 3 | 0 | 0 | 14 | 0  | +14 |
| Australia | 4    | 3 | 1 | 1 | 1 | 7  | 4  | +3  |
| Argentina | 4    | 3 | 1 | 1 | 1 | 7  | 6  | +1  |
| Canada    | 0    | 3 | 0 | 0 | 3 | 0  | 18 | -18 |

| Arbitro: | Anders Frisk |

|                           |           |                        |
| Naglieri 6’ Ristevski 27’ | Marcatori | 34’ Grande 57’ Biagini |

| Arbitro: | Salvador Imperatore |

|  |           |                                                                        |
|  | Marcatori | 1’, 24’, 65’ (rig.) Kanu 36’, 68’ Anosike 43’, 77’ Babangida 76’ Odini |

| Arbitro: | Sándor Piller |

|                                                |           |  |
| Carter 5’, 12’ Bilokapic 48’, 55’ Bosevski 68’ | Marcatori |  |

| Arbitro: | Anders Frisk |

|  |           |                                     |
|  | Marcatori | 60’, 79’ Oruma 62’ Anosike 66’ Kanu |

| Arbitro: | Salvador Imperatore |

|  |           |                    |
|  | Marcatori | 51’ Kanu 68’ Oruma |

| Arbitro: | Sándor Piller |

|                                                               |           |  |
| Vilariño 13’ Domínguez 24’ Grande 33’ Biagini 61’ Cantoro 70’ | Marcatori |  |

### Gruppo C
| Squadra        | P.ti | G | V | P | S | GF | GS | DR |
| -------------- | ---- | - | - | - | - | -- | -- | -- |
| Cecoslovacchia | 7    | 3 | 2 | 1 | 0 | 7  | 3  | +4 |
| Stati Uniti    | 4    | 3 | 1 | 1 | 1 | 8  | 5  | +3 |
| Colombia       | 3    | 3 | 1 | 0 | 2 | 6  | -3 |    |
| Qatar          | 3    | 3 | 1 | 0 | 2 | 3  | 7  | -4 |

| Arbitro: | Benito Archundia |

|  |           |                    |
|  | Marcatori | 10’, 66’ Al-Otaibi |

| Arbitro: | Alhagi Faye |

|                        |           |                      |
| Venditti 12’ Armas 52’ | Marcatori | 37’ Sionko 42’ Ruman |

| Arbitro: | José Pratas |

|                          |           |           |
| Ciciliano 24’ Madrid 87’ | Marcatori | 86’ Cooks |

| Arbitro: | Alhagi Faye |

|  |           |                            |
|  | Marcatori | 8’ (rig.) Spanik 78’ Ruman |

| Arbitro: | Benito Archundia |

|               |           |                                 |
| 66’ Ciciliano | Marcatori | 28’ Vápeník 56’ Rada 77’ Novota |

| Arbitro: | José Pratas |

|              |           |                                            |
| Al-Enazi 55’ | Marcatori | 13’ Venditti 14’ Moore 47’, 53’, 72’ Cooks |

### Gruppo D
| Squadra | P.ti | G | V | P | S | GF | GS | DR |
| ------- | ---- | - | - | - | - | -- | -- | -- |
| Polonia | 7    | 3 | 2 | 1 | 0 | 8  | 4  | +4 |
| Cile    | 5    | 3 | 1 | 2 | 0 | 7  | 5  | +2 |
| Tunisia | 3    | 3 | 1 | 0 | 2 | 2  | 5  | -3 |
| Cina    | 1    | 3 | 0 | 1 | 2 | 2  | 5  | -3 |

| Arbitro: | Brian Hall |

|                        |           |                   |
| Neira 62’ Rozental 67’ | Marcatori | 18’ Yu G. 60’ Yao |

| Arbitro: | Omar Al-Mohanna |

|            |           |                                               |
| Arouri 54’ | Marcatori | 26’ Kosztowniak 57’ Terlecki 79’ Wyczałkowski |

| Arbitro: | Shin'ichirō Obata |

|                    |           |  |
| Tapia 4’ Neira 48’ | Marcatori |  |

| Arbitro: | Omar Al-Mohanna |

|  |           |                                 |
|  | Marcatori | 48’ Kosztowniak 78’ Andruszczak |

| Arbitro: | Shin'ichirō Obata |

|                                          |           |                                  |
| Osorio 38’ Rozental 61’ (rig.) Neira 67’ | Marcatori | 14’, 34’ Orliński 43’ Wichniarek |

| Arbitro: | Eric Blareau |

|  |           |            |
|  | Marcatori | 23’ Arouri |

## Fase ad eliminazione diretta
|  | Quarti di finale      | Quarti di finale         |                      |         | Semifinali                | Semifinali                |  |  | Finale              | Finale |
|  |                       |                          |                      |         |                           |                           |  |  |                     |        |
|  | 29 agosto - Kyoto     |                          |                      |         |                           |                           |  |  |                     |        |
|  |                       |                          |                      |         |                           |                           |  |  |                     |        |
|  | Ghana (dts)           | 1                        |                      |         |                           |                           |  |  |                     |        |
|  | Ghana (dts)           | 1                        | 1º settembre - Tokyo |         |                           |                           |  |  |                     |        |
|  | Australia             | 0                        |                      |         |                           |                           |  |  |                     |        |
|  | Australia             | 0                        | Ghana                | 3       |                           |                           |  |  |                     |        |
|  | 29 agosto - Kōbe      |                          | Ghana                | 3       |                           |                           |  |  |                     |        |
|  |                       | Cile                     | 0                    |         |                           |                           |  |  |                     |        |
|  | Cecoslovacchia        | Cile                     | 0                    | 1       |                           |                           |  |  |                     |        |
|  | Cecoslovacchia        |                          | 4 settembre - Tokyo  | 1       |                           |                           |  |  |                     |        |
|  | Cile                  | 4                        |                      |         |                           |                           |  |  |                     |        |
|  | Cile                  | 4                        | Ghana                | 1       |                           |                           |  |  |                     |        |
|  | 29 agosto - Gifu      |                          | Ghana                | 1       |                           |                           |  |  |                     |        |
|  |                       | Nigeria                  | 2                    |         |                           |                           |  |  |                     |        |
|  | Nigeria               | Nigeria                  | 2                    | 2       |                           |                           |  |  |                     |        |
|  | Nigeria               | 1º settembre - Hiroshima |                      | 2       |                           |                           |  |  |                     |        |
|  | Giappone              | 1                        |                      |         |                           |                           |  |  |                     |        |
|  | Giappone              | 1                        | Nigeria              | 2       | Finale per il terzo posto | Finale per il terzo posto |  |  |                     |        |
|  | 29 agosto - Hiroshima |                          | Nigeria              | 2       | Finale per il terzo posto | Finale per il terzo posto |  |  |                     |        |
|  |                       | Polonia                  | 1                    |         |                           |                           |  |  |                     |        |
|  | Polonia               | Polonia                  | 1                    | 3       | Cile (dtr)                | 1 (4)                     |  |  |                     |        |
|  | Polonia               |                          |                      | 3       | Cile (dtr)                | 1 (4)                     |  |  |                     |        |
|  | Stati Uniti           | 0                        |                      | Polonia | 1 (2)                     |                           |  |  |                     |        |
|  | Stati Uniti           | 0                        |                      |         | 1 (2)                     |                           |  |  |                     |        |
|  |                       |                          |                      |         |                           |                           |  |  | 4 settembre - Tokyo |        |
|  |                       |                          |                      |         |                           |                           |  |  |                     |        |

### Quarti di finale
| Arbitro: | Benito Archundia |

|                  |           |  |
| D. Addo 92’ (gg) | Marcatori |  |

| Arbitro: | Hartmut Strampe |

|                    |           |            |
| Oruma 1’ Odini 40’ | Marcatori | 56’ Nakata |

| Arbitro: | Jean-Fidèle Diramba |

|           |           |                                              |
| Ruman 40’ | Marcatori | 11’ (rig.) Rozental 31’ Tapia 65’, 66’ Neira |

| Arbitro: | John Toro |

|                                          |           |  |
| Terlecki 39’ Kosztowniak 59’ Magiera 80’ | Marcatori |  |

### Semifinali
| Arbitro: | Anders Frisk |

|                               |           |  |
| Fameye 29’ Armah 48’ Duah 80’ | Marcatori |  |

| Arbitro: | Benito Archundia |

|                       |           |                |
| Oruma 52’ Anosike 57’ | Marcatori | 79’ Szymkowiak |

### Finale per il 3º posto
| Arbitro: | Omar Al-Mohanna |

|                           |                      |                                   |
| Rozental 77’ (rig.)       | Marcatori            | 26’ (aut.) Poli                   |
| Lobos Tapia Galaz Garrido | Tiri di rigore 4 – 2 | Wichniarek Drajer Kukiełka Thiede |

### Finale
| Arbitro: | Javier Castrilli |

|            |           |                      |
| Fameye 80’ | Marcatori | 3’ Oruma 75’ Anosike |

## Classifica marcatori
| Gol | Rigori | Minuti giocati | Giocatore          | Squadra        |
| --- | ------ | -------------- | ------------------ | -------------- |
| 6   |        | 540'           | Wilson Oruma       | Nigeria        |
| 5   | 1      | 478'           | Nwankwo Kanu       | Nigeria        |
| 5   |        | 488'           | Manuel Neira       | Cile           |
| 5   |        | 540'           | Peter Anosike      | Nigeria        |
| 4   |        | 276'           | Judah Cooks        | Stati Uniti    |
| 4   |        | 555'           | Joseph Fameye      | Ghana          |
| 4   | 3      | 570'           | Sebastián Rozental | Cile           |
| 3   |        | 244'           | Petr Ruman         | Cecoslovacchia |
| 3   |        | 421'           | Tomasz Kosztowniak | Polonia        |
| 3   |        | 555'           | Daniel Addo        | Ghana          |
| 3   |        | 555'           | Essuman Dadzie     | Ghana          |
| 3   |        | 555'           | Emmanuel Duah      | Ghana          |

## Premi individuali
I seguenti premi sono stati assegnati alla fine del torneo. Tutti i premi, tranne il FIFA Fair Play Award, erano sponsorizzati da adidas.
| Pallone d'oro        | Pallone d'oro    | Pallone d'oro    |
| -------------------- | ---------------- | ---------------- |
| Daniel Addo          |                  |                  |
| Scarpa d'oro         | Scarpa d'argento | Scarpa di bronzo |
| Wilson Oruma         | Nwankwo Kanu     | Manuel Neira     |
| 6 gol (1 assist)     | 5 gol (2 assist) | 5 gol (1 assist) |
| FIFA Fair Play Award |                  |                  |
| Nigeria              |                  |                  |

## All-Star Team
Di seguito gli 11 giocatori nominati dal Technical Study Group della FIFA nella "Squadra del torneo". Non necessariamente i ruoli indicati nella formazione del Technical Study Group sono quelli realmente ricoperti in campo dai giocatori.
| Portiere               | Difensori                                                                                                | Centrocampisti                                                                                     | Attaccanti                                    |
| ---------------------- | --- | -------------------------------------------------------------------------------------------------- | --------------------------------------------- |
| Paul Lapic (Australia) | Sebastian Barnes (Australia) Mariusz Kukiełka (Polonia) Mark Edusei (Ghana) Celestine Babayaro (Nigeria) | Daniel Addo (Ghana) Nobuyuki Zaizen (Giappone) Maciej Terlecki (Polonia) Sebastián Rozental (Cile) | Nwankwo Kanu (Nigeria) Wilson Oruma (Nigeria) |